# Inventor of Evil
Inventor Of Evil es el noveno álbum de la banda alemana de thrash metal Destruction, publicado en 2005.

## Lista de canciones
| N.º | Título                                  | Duración |  |
| 1.  | «Soul Collector»                        | 4:46     |  |
| 2.  | «The Defiance Will Remain»              | 4:15     |  |
| 3.  | «The Alliance of Hellhoundz (Con Doro)» | 5:20     |  |
| 4.  | «No Mans Land»                          | 4:31     |  |
| 5.  | «The Calm Before the Storm»             | 4:59     |  |
| 6.  | «The Chosen Ones»                       | 5:05     |  |
| 7.  | «Dealer of Hostility»                   | 4:17     |  |
| 8.  | «Under Surveillance»                    | 3:38     |  |
| 9.  | «Seeds of Hate»                         | 6:11     |  |
| 10. | «Twist of Fate»                         | 2:55     |  |
| 11. | «Killing Machine»                       | 3:30     |  |
| 12. | «Memories of Nothingness»               | 1:00     |  |

| Digipack bonus tracks |                                                    |          |  |
| N.º                   | Título                                             | Duración |  |
| 13.                   | «We Are the Road Crew» (Motörhead cover)           |          |  |
| 14.                   | «The Alliance of Hellhoundz» (Schmier vocals only) |          |  |

| Japanese bonus tracks |                                                |          |  |
| N.º                   | Título                                         | Duración |  |
| 13.                   | «Eternal Ban» (re-recording)                   |          |  |
| 14.                   | «The Alliance of Hellhoundz» (karaoke version) |          |  |

## Créditos
- Marcel Schmier - Bajo y voz
- Mike Sifringer - Guitarra
- Marc Reign - Batería

- Datos: Q2716342